# Open d'Écosse de snooker 2012
L'Open d'Écosse 2012 est un tournoi de snooker classé mineur, qui s'est déroulé du 13 au 16 décembre 2012 à la Regional Sports Facility de Ravenscraig en Écosse. Il est sponsorisé par la société Grant Property.

## Déroulement
Il s'agit de la douzième épreuve du championnat européen des joueurs, une série de tournois disputés en Europe (10 épreuves) et en Asie (3 épreuves), lors desquels les joueurs doivent accumuler des points afin de se qualifier pour la grande finale à Galway.
L'événement compte un total de 171 participants, dont 128 ont atteint le tableau final. Le vainqueur remporte une prime de 12 000 €.
Le tournoi est remporté par Ding Junhui qui domine le joueur local Anthony McGill en finale par 4 manches à 2. Ding a réalisé sept centuries lors du tournoi.
Le Norvégien Kurt Maflin réalise quant à lui le meilleur break du tournoi avec un 147.

## Dotation
La répartition des prix est la suivante :
- Vainqueur : 12 000 €
- Finaliste : 6 000 €
- Demi-finaliste : 3 000 €
- Quart de finaliste : 2 000 €
- 8èmes de finale : 1 250 €
- 16èmes de finale : 750 €
- Deuxième tour : 500 €
- Dotation totale : 70 000 €

## Phases finales
|  | Quarts de finale au meilleur des 7 manches | Quarts de finale au meilleur des 7 manches | Quarts de finale au meilleur des 7 manches |             |                | Demi-finales au meilleur des 7 manches | Demi-finales au meilleur des 7 manches | Demi-finales au meilleur des 7 manches |  |  | Finale au meilleur des 7 manches | Finale au meilleur des 7 manches | Finale au meilleur des 7 manches |
|  |                                            |                                            |                                            |             |                |                                        |                                        |                                        |  |  |                                  |                                  |                                  |
|  |                                            | Thanawat Thirapongpaiboon                  | 3                                          |             |                |                                        |                                        |                                        |  |  |                                  |                                  |                                  |
|  |                                            | Anthony McGill                             | 4                                          |             |                |                                        |                                        |                                        |  |  |                                  |                                  |                                  |
|  |                                            | Anthony McGill                             | 4                                          |             | Anthony McGill | 4                                      |                                        |                                        |  |  |                                  |                                  |                                  |
|  |                                            |                                            |                                            |             | Anthony McGill | 4                                      |                                        |                                        |  |  |                                  |                                  |                                  |
|  |                                            |                                            | Andrew Higginson                           | 3           |                |                                        |                                        |                                        |  |  |                                  |                                  |                                  |
|  |                                            | Andrew Higginson                           | Andrew Higginson                           | 3           | 4              |                                        |                                        |                                        |  |  |                                  |                                  |                                  |
|  |                                            | Andrew Higginson                           |                                            |             | 4              |                                        |                                        |                                        |  |  |                                  |                                  |                                  |
|  |                                            | Martin O'Donnell                           | 2                                          |             |                |                                        |                                        |                                        |  |  |                                  |                                  |                                  |
|  |                                            |                                            |                                            |             |                |                                        |                                        |                                        |  |  |                                  | Anthony McGill                   | 2                                |
|  |                                            |                                            |                                            | Ding Junhui | 4              |                                        |                                        |                                        |  |  |                                  |                                  |                                  |
|  |                                            | Ding Junhui                                | 4                                          |             |                |                                        |                                        |                                        |  |  |                                  |                                  |                                  |
|  |                                            | Ian Burns                                  | 1                                          |             |                |                                        |                                        |                                        |  |  |                                  |                                  |                                  |
|  |                                            | Ian Burns                                  | 1                                          |             | Ding Junhui    | 4                                      |                                        |                                        |  |  |                                  |                                  |                                  |
|  |                                            |                                            |                                            |             | Ding Junhui    | 4                                      |                                        |                                        |  |  |                                  |                                  |                                  |
|  |                                            |                                            | Ken Doherty                                | 2           |                |                                        |                                        |                                        |  |  |                                  |                                  |                                  |
|  |                                            | Mark Joyce                                 | Ken Doherty                                | 2           | 2              |                                        |                                        |                                        |  |  |                                  |                                  |                                  |
|  |                                            | Mark Joyce                                 |                                            |             | 2              |                                        |                                        |                                        |  |  |                                  |                                  |                                  |
|  |                                            | Ken Doherty                                | 4                                          |             |                |                                        |                                        |                                        |  |  |                                  |                                  |                                  |

## Finale
| Finale au meilleur des 7 manches Arbitre : Ingo Schmidt |                          |                   |
| Anthony McGill Écosse                                   | 2 - 4 ( - )              | Ding Junhui Chine |
| 0 66                                                    | Centuries Meilleur break | 0 77              |
| Ding Junhui remporte l'Open d'Écosse 2012               |                          |                   |